# Matematični priročnik
Matemátični priróčnik je knjiga, ki v zgoščeni in pregledni obliki vsebuje matematično snov.
Med najbolj znanimi splošnimi matematičnimi priročniki je Matematični priročnik avtorjev Bronštejna in Semendjajeva. V mednarodnem smislu pa priročnik, oziroma knjiga matematičnih razpredelnic Miltona Abramowitza in Irene Stegun Handbook of Mathematical Functions [with Formulas, Graphs, and Mathematical Tables] z neformalnim naslovom Abramowitz-Stegun. Posebna vrsta matematičnih priročnikov so razpredelnice integralov, oziroma zbirke integralskih obrazcev. Takšno vrsto priročnika je leta 1810 izdal nemški matematik Meier Hirsch. Od sodobnejših razpredelnic integralov je znano delo Razpredelnice integralov, vsot, zaporedij in produktov (Таблицы интегралов, сумм, рядов и произведений) avtorjev Gradštejna in Rižika iz leta 1947, ki so ga prevedli v nemščino in angleščino.
K matematičnim priročnikom se lahko prišteva tudi logaritmovnike, od katerih je še posebej znana Vegova Zakladnica vseh logaritmov (Thesaurus logarithmorum completus), iz leta 1794.
- Bronštejn, Semendjajev, Matematični priročnik, 4. ponatis, 1975
- Bronštejn, Semendjajev, Matematični priročnik, 5. ponatis, 1978
- Horst Stöcker, Matematični priročnik z osnovami računalništva, 2006
- Abramowitz, Stegun, Handbook of Mathematical Functions [...], 1965
- Meier Hirsch, Integraltafeln [oder Sammlung von Integralformeln], 1810
- Gradštejn, Rižik, Table of Integrals, Sums and Products, sedma angleška izdaja, 2007